# セバスチャン・ローブ ラリー EVO
『セバスチャン・ローブ ラリー エヴォ』（Sébastien Loeb Rally Evo）は、Milestoneが開発・発売したレースゲーム。日本ではインターグローよりPlayStation 4版が2016年3月17日に発売されている。

## 概要
WRCで9連覇を達成し、生きる伝説とも言われるレーサーのセバスチャン・ローブを題材にしたレースゲーム。ローブが出場したレースや、彼が乗った車が収録される。WRCシリーズやMotoGPを開発したイタリアのゲーム開発会社Milestone S.r.l.が手掛ける。日本語版の声は三木眞一郎が担当。